# Живопись Бразилии
Бразильская живопись возникла в конце XVI века под влиянием стиля барокко, импортированного из Португалии. До начала XIX века этот стиль был доминирующей школой живописи в Бразилии, процветающей на всех заселённых территориях, в основном вдоль побережья, но также и в важных внутренних центрах, таких как Минас-Жерайс.
Внезапный разрыв с традицией барокко произошёл с приходом в 1808 году португальского двора, спасавшегося от французского вторжения в Португалию. Однако живопись барокко во многих местах сохранилась до конца XIX века. В 1816 году король Жуан VI поддержал проект создания Национальной академии по предложению некоторых французских художников во главе с Жоакимом Лебретоном, группой, позже известной как Французская художественная миссия. Они сыграли важную роль во внедрении неоклассического стиля и новой концепции художественного образования, отражающей опыт европейских академий, и будучи первыми учителями в недавно основанной школе искусств.
В течение следующих 70 лет Королевская школа наук, искусств и ремёсел, позже переименованная в Императорскую академию изящных искусств, будет диктовать стандарты в искусстве, смешанную тенденцию неоклассицизма, романтизма и реализма с националистическими наклонностями, которая станет основой изготовления большого количества полотен, изображающих историю страны, батальные сцены, пейзажи, портреты, жанровую живопись и натюрморты, а также изображающих представителей национальных меньшинств, таких как чернокожие люди и индейцы. Виктор Мейреллис, Педру Америку, В. Райхардт и Алмейда Жуниор были лидерами такого академического искусства, но этот период также важный вклад был внесён иностранцами, такими как Георг Гримм, Аугусто Мюллер и Никола Антонио Факкинетти.
В 1889 году монархия была упразднена, и республиканское правительство переименовало Имперскую академию в Национальную школу изящных искусств, которая просуществовала недолго и в 1931 году была поглощена Федеральным университетом Рио-де-Жанейро. Тем временем модернизм уже культивировался в Сан-Паулу и некоторыми академическими художниками, и новое движение вытеснило академизм. В 1922 году мероприятие под названием «Неделя современного искусства» окончательно порвало с академической традицией и положило начало националистической тенденции, которая, однако, находилась под влиянием примитивизма, а также европейского экспрессионизма, сюрреализма и кубизма. Анита Малфатти, Исмаэль Нери, Лазарь Сегал, Эмилиано ди Кавальканти, Висенте ду Регу Монтейру и Тарсила ду Амарал внесли серьёзные изменения в живопись, в то время как такие группы, как Санта-Хелена и Нуклео Бернарделли, эволюционировали в сторону умеренной интерпретации модернизма с такими важными художниками, как Альдо Бонадей и Жузе Пансетти. Кандиду Портинари — лучший пример этой последней тенденции. Под патронажем правительства он доминировал в бразильской живописи в середине XX века, пока в 1950-х годах не появился абстракционизм.

## История

### До португальских открытий
Относительно мало известно об изобразительном искусстве, практиковавшемся в Бразилии до открытия этой территории португальцами. Коренные жители, с которыми столкнулись колонизаторы, не практиковали живопись, как это было известно в Европе, используя краску для украшения тела и украшения керамических артефактов. Среди местных реликвий, переживших эту эпоху, выделяется хорошая коллекция предметов культур Маражоара, Тапажос и Сантарен, но керамическая традиция, а также традиция росписи тела сохранились коренными народами, которые до сих пор проживают в Бразилии. Существуют также разнообразные красочные рисунки со сценами охоты и другими фигурами, созданные доисторическими народами в пещерах и на каменных стенах в некоторых археологических памятниках.
Эти картины, вероятно, имели ритуальные функции и считались наделёнными магической силой, способными захватывать души изображённых животных и, следовательно, способствовать успешной охоте. Самым древним известным комплексом памятников является комплекс Серра-да-Капивара в штате Пиауи, где представлены расписные останки, датированные 32 тысячами лет назад. Однако ни одна из этих традиций не была включена в художественное течение, привнесённое португальскими колонизаторами, которое стало преобладающим. Как выразился Роберту Бурле Маркс, искусство колониальной Бразилии во всех смыслах является искусством метрополии Португалии, хотя на бразильской земле произошли различные навязанные адаптации в силу специфических местных обстоятельств колониального процесса.

### Предшественники
Среди первых исследователей вновь открытой земли были художники и натуралисты, которым было поручено составить визуальный регистр флоры, фауны, географии и коренных народов, работая только с акварелью и гравюрой. Можно сослаться на француза Жана Гардьена, который сделал иллюстрации животных для книги «История путешествия на земле Бресиль, иначе известной как Америка», опубликованной в 1578 году Жаном де Лери, и священника Андре Теве, который заявил, что естественным образом создал все иллюстрации для трёх своих научных книг, изданных в 1557, 1575 и 1584 годах, куда был включён портрет индейца Кунамбебе.
Подобные работы путешественников по-прежнему отражали черты искусства позднего Возрождения, также известного как маньеризм, и становились всё более частью европейской художественной атмосферы, для чьей публики они создавались, чем бразильской, хотя больший интерес представляли пейзажные портреты и другие произведения искусства людей раннего колониального периода. Первым известным европейским художником, оставившим работу в Бразилии, был священник-иезуит Мануэль Санчес (или Мануэль Алвес), который проезжал через Салвадор в 1560 году по пути в Вест-Индию, но оставил по крайней мере одно раскрашенное панно в школе Общества иезуитов в этом городе. Ещё более примечательным был монах Бельхиор Пауло, который пришвартовался здесь в 1587 году вместе с другими иезуитами и оставил декоративные произведения, разбросанные по многим основным школам общества иезуитов, пока его след внезапно не затерялся в 1619 году. С Бельхиора фактически началась история бразильской живописи.

### Пернамбуку и голландцы
Первое бразильское культурное ядро, напоминающее европейский двор, было основано в Ресифи в 1637 году голландским администратором графом Маурисио де Нассау. Наследник духа Возрождения, как его описывает Гувеа, Нассау провёл серию административных и инфраструктурных реформ в так называемой Голландской Бразилии. Более того, он привёл в своё окружение множество учёных, гуманистов и художников, которые привнесли в этот регион блестящую внешнюю культуру, и хотя они не смогли достичь всех своих высших целей, их присутствие привело к подготовке культурного фундамента, для белых людей в тропиках это была беспрецедентная для того времени культурная работа, значительно превосходящая то, что выполнялось португальцами в других частях территории. В своём кругу выделялись два художника, Франс Пост и Альберт Экхаут, создавшие работы, в которых детальный документальный характер сочетался с превосходным эстетическим качеством, и до сих пор они служат одним из основных источников изучения ландшафта, природы и жизни коренных народов и рабов этого региона. Эта работа, хотя и была возвращена в Европу после отъезда графа в 1644 году, представляла в живописи последнее отголосок эстетики Возрождения на бразильской земле.

### Расцвет барокко
В XVII—XVIII веках бразильским стилем живописи было барокко, реакция на классицизм Возрождения, возникшая из асимметрии, чрезмерности, выразительности и нерегулярности. Эти черты, далёкие от чисто эстетической тенденции, составляли истинный образ жизни и задавали тон всей культуре того периода, культуре, которая подчёркивала контраст, конфликт, динамику, драматичность, высокопарность, растворение ограничений, вместе с подчёркнутым вкусом к богатству форм и материалов, превратившись в идеальное средство в условиях контрреформации католической церкви и восходящих абсолютных монархий для визуального выражения своих идей. Монументальные сооружения, построенные в эпоху барокко, такие как дворцы, великие театры и церкви, стремились создать впечатляющее и яркое природное воздействие, предлагая интеграцию различных художественных языков и погружая наблюдателя в катарсическую и страстную атмосферу. По мнению Севченко, ни одно произведение искусства в стиле барокко не может быть адекватно проанализировано вне его контекста, поскольку его природа синтетична, обязательна и убедительна. Эта эстетика имела большое одобрение на Пиренейском полуострове, особенно в Португалии, чья культура, помимо того, что она была по существу католической и монархической, была наполнена милленаризмом и мистицизмом, унаследованными от арабов и евреев, отдавая предпочтение религиозности, характеризующейся эмоциональной интенсивностью. А из Португалии движение перешло в их колонию в Америке, где культурный контекст коренных народов, отмеченный ритуализмом и праздниками, стал восприимчивым фоном.
Бразильское барокко сформировалось благодаря сложной ткани европейских и местных влияний, хотя в целом оно окрашено португальской интерпретацией стиля. Контекст, в котором развивалось барокко в колонии, полностью отличался от его европейского происхождения. Здесь царили нищета и дефицит, всё ещё предстояло наладить, и, в отличие от Европы, в огромной колонии Бразилии не было суда, местная администрация была неэффективной и медлительной, что открывало широкие возможности для Церкви и её миссионерских батальонов, которые помимо богослужений выполняли ряд гражданских услуг, таких как выдача свидетельств о рождении и смерти. Они были в авангарде завоевания внутренних территорий, служа евангелистами и усмирителями коренного населения.

## Галерея
- Рикарду ду Пилар: Человек скорбей, XVII век
- Жуан Непомучено Коррейя-э-Кастру[порт.]: Непорочное зачатие, XVIII век
- Мануэль де Жесус Пинту: Святой Пётр получает ключи от церкви, ок. 1804 – 1815.
- Мануэль да Коста Атайде: Богоматерь в окружении ангелов-музыкантов, начало XIX века.
- Симплисио-де-Са[порт.]: Портрет императора Петра I, ок. 1830.
- Агостинью Жозе да Мота[порт.]: Натюрморт, 1860
- Виктор Мейреллис: Моэма, 1866.
- Педру Америку: Битва при Авайе, 1872-77.
- Георг Гримм: Икараи, 1884
- Алмейда Жуниор: Отдых модели, 1882.
- Белмиру де Алмейда[англ.]: Воздействие солнечного света, 1893
- Мануэль Лопес Родригес[англ.]: Аллегория Республики, 1896.
- Жеронимо Жозе Теллеш Жуниор[порт.]: Штормовой ветер, 1902
- Антониу Паррейрас: Печальная, 1909
- Исмаэль Нери: Обнаженная женщина присела.
- Аду Малаголи[порт.]: Чёрный кот, ок. 1950.
- Жералду Триндаде Леаль: Ginete, 1951.
- Жадер Сикейра: Триптих, 1977
- Карлуш Каррион де Бритту Велью[порт.]: Картина №2, 1977.
- Мильтон Куртц[порт.]: Почти контакт, 1989.